# Stazione di Chiarone
La stazione di Chiarone è stata una stazione ferroviaria situata a Chiarone Scalo, frazione del comune di Capalbio, in provincia di Grosseto.
Situata al confine con il Lazio, presso la foce del fiume Chiarone, era l'ultima stazione meridionale della regione Toscana. Lo scalo non è più in uso e l'unica fermata disponibile nel territorio capalbiese è quella della stazione di Capalbio.
Dalla chiusura al traffico passeggeri (avvenuta nel 1999) e fino al 2021, nel piazzale è stato effettuato servizio sostitutivo mediante i bus gestiti da Trenitalia per Orbetello e Civitavecchia.